# حوضه بدواتر

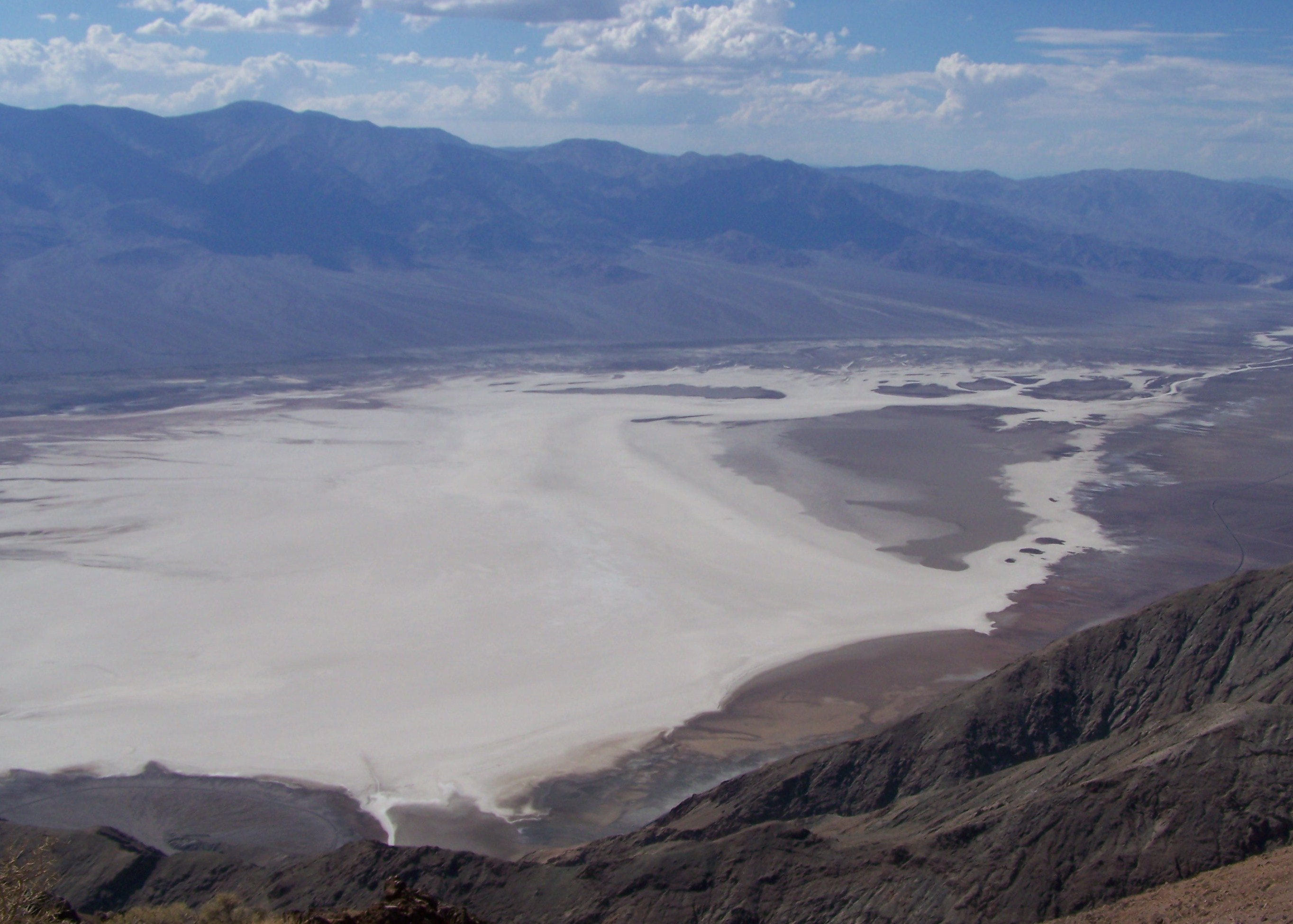
حوضهٔ بدواتر

حوضهٔ بدواتر (به انگلیسی: Badwater Basin) یک حوضهٔ آب‌ریز داخلی در پارک ملی دث ولی، دث ولی، شهرستان اینیو، کالیفرنیا است که به قرار گرفتن پست‌ترین نقطهٔ آمریکای شمالی، با پستی ۸۶ متر زیر سطح دریا در آن مورد توجه قرار می‌گیرد. کوه ویتنی، مرتفع‌ترین نقطه در ۴۸ ایالت هم‌جوار آمریکا در ۱۳۶ کیلومتری غرب شمال غربی آن قرار دارد.